# 真田マキ子
真田 マキ子（さなだ マキこ、1972年（昭和47年）11月25日 - ）は、日本の体操選手である。日本女子体育大学附属二階堂高等学校1年生時、1988年ソウルオリンピックに出場した。